# Jozef Karol Viktorin
Jozef Karol Viktorin (12. březen 1822, Zavar - 21. červenec 1874, Budapešť) byl slovenský kněz, národní buditel, vydavatel slovenské literatury, organizátor kulturního života a publicista. Pocházel z rodiny moravského rolníka a hraběcího zahradníka. Studoval teologii v trnavském biskupském semináři, v roce 1847 byl vysvěcen na kněze. Působil jako kaplan v Senici a v Trstíně. Zúčastnil se povstání v roce 1848, za což byl od května do prosince vězněn v Bratislavě. Po propuštění z vězení působil ve Skalici, ve Starém Budíně, od roku 1866 byl farářem ve Vyšehradě. Spolupracoval se Slovenskou národními novinami štúrovců, s Janem Palárik začal v roce 1858 vydávat almanach Concordia, který svým názvem "Svornost" poukazoval na poslání sloužit jednotě národa, upevňovat spisovnou češtinu a odstraňovat konfesionalizmus jako překážku v sjednocení národních a kulturních sil. Spolu s Palárikem kolem sebe soustředili slovenské vzdělance, v roce 1850 vytvořili finanční sbírku na podporu založení Matice slovenské.
Věnoval se vydavatelské činnosti, vydával práce Andreje Sládkoviče, Jána Hollého, Jonáše Záborského, věnoval se i překladu (např. Spis Tomáš Kempenský: O následování Krista z roku 1867), a korespondenci s literáty Janem Palárikem a Jonáše Záborským, s českými, ruskými, maďarskými a německými učenci. Od roku 1863 byl čestným členem Charkovské univerzity. Je nositelem několika vyznamenání za národní zásluhy, například ruského Řádu svaté Anny II. stupně.